# Suprema Corte do Chile

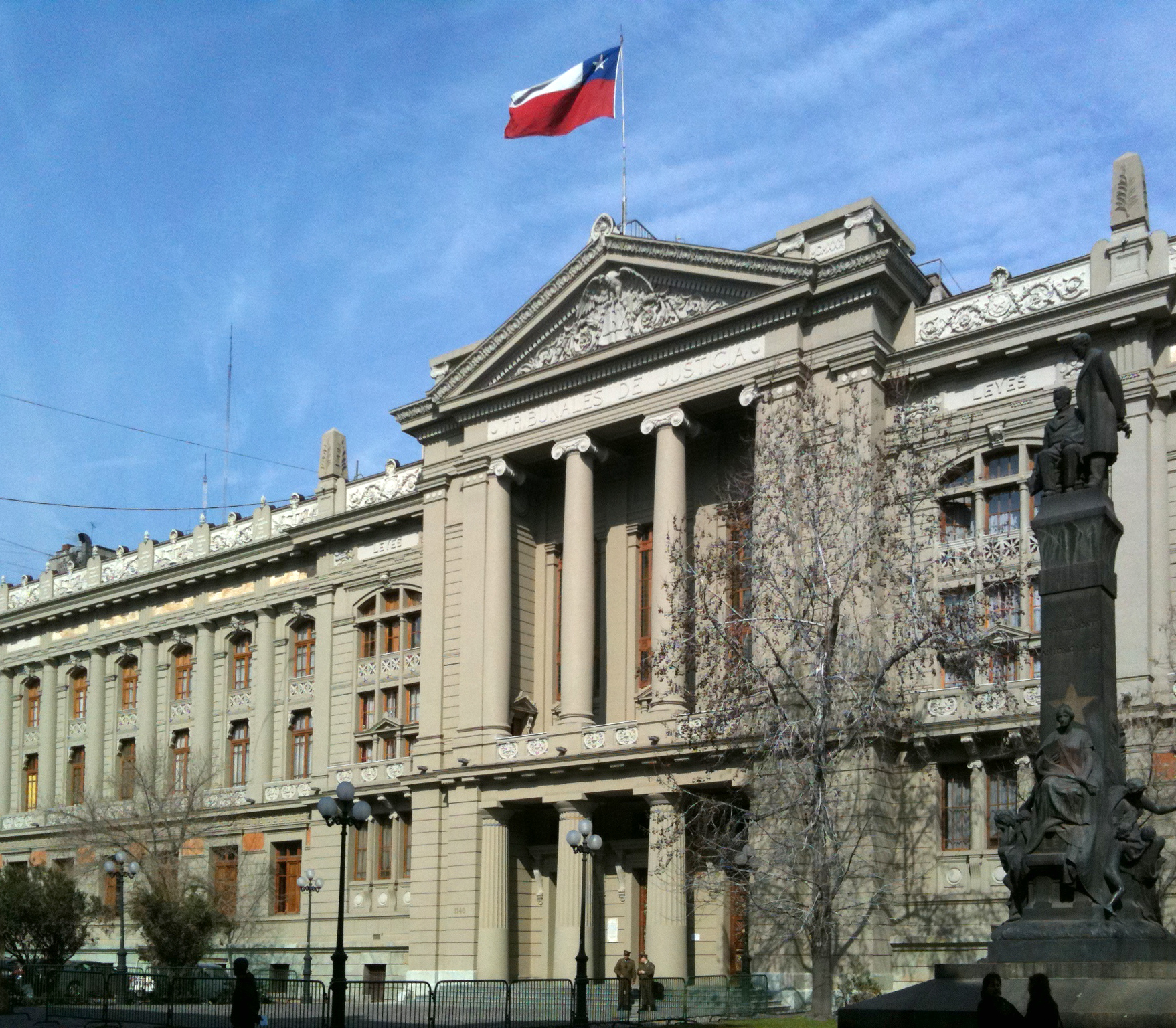
O Palácio dos Tribunais da Justiça (Palacio de los Tribunales de Justicia) em Santiago. Esta é a sede do Supremo Tribunal.

A Suprema Corte (português brasileiro) ou Supremo Tribunal (português europeu) do Chile é a mais elevada instituição jurisdicional existente nos tribunais que integram o Poder Judiciário do país. Conforma-se por 21 membros chamados Ministros, um dos quais é o seu Presidente. A Corte também tem um fiscal judicial, um secretário, um prosecretario e oito palestrantes.
Encontra-se no topo da ordem hierárquica do Poder Judiciário, nas Cortes de Apelações, os Julgados de Letras, os Julgados de Garantia, os Tribunais de Julgamento Oral Penal e os Tribunais Especiais, e corresponde à superintendência directiva, correcional e econômica sobre todos os tribunais do país, exceto o Tribunal Constitucional, o Tribunal Qualificador de Eleições e os tribunais eleitorais regionais.
A Suprema Corte do país foi fundada pela Constituição Política de 1823 e instalada em 29 de dezembro do mesmo ano, sendo uma das mais antigas instituições de seu tipo no mundo. Tem a sua sede na cidade de Santiago do Chile  no edifício do Palácio dos Tribunais de Justiça.